# Paulinenstraße (Heilbronn)
Die Paulinenstraße liegt im Norden der Innenstadt von Heilbronn und zweigt im rechten Winkel von der Weinsberger/Mannheimer Straße Richtung Norden ab, wo sie in die Neckarsulmer Straße übergeht. Auf ihr verläuft die B 27, weswegen sie eine wichtige Verkehrsstraße ist. Teilweise ist sie als Einbahnstraße ausgewiesen. 

## Geschichte
Die Paulinenstraße folgt der alten Verbindungsstraße, die vom Sülmer Tor in Heilbronn in Richtung Neckarsulm führte und die im weiteren Verlauf heute auch weiterhin Neckarsulmer Straße heißt. Längs der Straße nach Neckarsulm hatten sich außerhalb der Stadtmauern in der frühen Neuzeit schon eine Leprosensiedlung mit Begräbnisstätten, Remisen für Leichenwägen und andere Einrichtungen der Stadtwirtschaft befunden, die man nicht innerhalb der Stadtmauern haben wollte. Als die Stadt im 19. Jahrhundert nach Einsetzen der Industrialisierung stark wuchs, wurden auch an der Straße nach Neckarsulm neue Wohn- und Geschäftsgebäude errichtet. Der stadtnahe Abschnitt dieser Straße wurde 1840/41 nach Königin Pauline Therese Luise benannt, der dritten Ehefrau des Königs Wilhelm I. von Württemberg, nach dem wiederum zur gleichen Zeit die im Süden der Stadt vom Fleiner Tor in Richtung Flein führende Wilhelmstraße benannt wurde.
1867 wurde als Ersatz für das alte an der Neckarbrücke gelegene Katharinenspital an der Paulinenstraße ein neues städtisches „Paulinenkrankenhaus“ erbaut. Nach dessen Zerstörung im Zweiten Weltkrieg entstand an seiner Stelle das Technische Schulzentrum erbaut. Die restliche Bebauung war jeher wie auch heute noch eine Mischung aus Wohn- und Geschäftshäusern.
Seit Dezember 2014 verläuft auf der Paulinenstraße die Stadtbahnlinie Nord mit dem Haltepunkt Technisches Schulzentrum.

## Bauwerke
- Im Vorgängerbau Nr. 1 befand sich die Bierbrauerei und Wirtschaft zum Löwen.
- In der Paulinenstraße 2 befand sich das Bläß’sche Palais, das seit 1927 unter Denkmalschutz stand.
- Im Vorgängerbau Nr. 3 befand sich die Wirtschaft zum Waldhorn und die Möbelfabrik von Friedrich Strienz. Hier befand sich auch einst das Weinlager Carl Adolf Gross und von 1924 bis zur Zerstörung das Fotoatelier Kuss.
- Im ehemaligen Haus Nr. 10 befand sich bis 1931 das Wohn- und Geschäftshaus der Nudelfabrik Anton Kern.
- Im Vorgängerbau Nr. 14 befanden sich unter anderem eine Postfiliale und Wohnungen.
- In den ehemaligen Häusern Nr. 15 und 17 waren die Heilbronner Fahrzeug-Fabrik von Paul Günther bzw. die Herdfabrik Boie. 1916 wurde hier eine Kriegsküche eingerichtet. Nach dem Zweiten Weltkrieg befand sich von 1948 bis 1978 die Elektrogroßhandlung Fa. Ernst Fischer in den Gebäuden, ehe sie abgerissen wurden.
- Im Vorgängerbau Nr. 16 befand sich unter anderem die Lackfabrik Sigel & Sohn.
- Das Arbeitsgericht Heilbronn sowie das Sozialgericht Heilbronn haben beide ihren Sitz im Gebäude Paulinenstraße 18.
- Die Reihenhäuser Nr. 23–25 wurden 2017 von der iLive-Holding zu den Studentenwohnheimen Campus Living umgebaut.
- Im Vorgängerbau Nr. 25 befand sich Brennerei und Likörfabrik von Sigmund Löwengardt.
- An der Paulinenstraße 31 befinden sich drei Stolpersteine für Fanny Kirchhausen, Sally Kirchhausen und Max Kirchhausen.[6]
- In der Paulinenstraße 33 befand sich von 1950 bis 1956 die Fotohandlung Scheer.
- Das Technische Schulzentrum wurde zwischen 1953 und 1955 auf dem Gelände des ehemaligen Städtischen Krankenhauses erbaut. Direkt daneben befindet sich in der Straßenmitte der gleichnamige Haltepunkt der Stadtbahn Nord.
- Im Vorgängerbau Nr. 43 u. 43/1 befand sich unter anderem die Wirtschaft zum Raben (später: Paulinenhof). Dieselbe Hausnummer, bzw. später Nr. 53, war ebenfalls eine Ziegelei und wurde in den 1870er Jahren von der Stadt gekauft und zur Stadtschäferei umfunktioniert.
- In der Hausnummer 49 (früher 41) befand sich die Ton- u. Zementwarenfabrik Ludwig Stecher mit Ausstellungspavillon.